# Abu-Màdyan
Abu-Màdyan Xuayb ibn al-Hussayn al-Andalussí (àrab: ابو مدين شعيب بن الحسين الأنصاري الأندلسي, Abū Madyan Xuʿayb b. al-Ḥusayn ak-Anṣārī al-Andalusī), més conegut senzillament com a Abu-Màdyan (1126-1197) fou un místic andalusí del segle xii, nascut el 1126 a Cantillana prop de Sevilla.
Va viure a Fes i va viatjar a Orient. És probable que a la Meca hi trobés el famós Abd-al-Qàdir al-Jilaní (mort el 1166). Després va viure a Bugia, on va gaudir d'un gran prestigi religiós. Cridat a Marràqueix pel califa almohade Abu-Yússuf Yaqub al-Mansur, va morir en camí, a Tlemcen, el 1197.